# Driedelige waterranonkel
De driedelige waterranonkel (Ranunculus tripartitus) is een waterplant uit de ranonkelfamilie, sterk gelijkend op Ranunculus aquatilis var. diffusus.
De plant kenmerkt zich door niervormige drijvende bladeren van ongeveer 4 cm breed. De bloem heeft kelkbladeren van 1 tot 3 mm lengte. Deze bladeren zijn tijdens de bloei blauwpaars van kleur. De plant is 15 tot 50 cm hoog.
De plant groeit vooral in ondiep water in het kustgebied.